# Szakos Gyula
Szakos Gyula (Sótony, 1916. augusztus 10. – Székesfehérvár, 1992. június 20.) székesfehérvári segédpüspök (1979–1982) majd megyéspüspök (1982–1991), az Országos Liturgikus Tanács és az Országos Magyar Cecília Egyesület elnöke. Jelmondata: „In caritate servire”, vagyis: „Szeretetben szolgálni”.

## Pályafutása
Teológiai tanulmányait a Szombathelyi egyházmegye növendékeként a bécsi Pázmáneumban végezte. 1939. június 9-én szentelték pappá ugyanott; teológiai doktorátust is szerzett. Ezt követően Kőszegen volt káplán, majd 1940-től püspöki szertartó, 1941-től egyházmegyei segéd- majd főtanfelügyelő és püspöki titkár. 1948-tól hitoktatási felügyelőként, valamint irodaigazgatóként szolgált Kovács Sándor szombathelyi püspök mellett.
1951-ben állami nyomásra elhagyta a püspöki székvárost. 1951–1974 között Zalaerdődön, 1974–1979 között Sárváron volt plébános.

### Püspöki pályafutása
1979. március 31-én II. János Pál pápa kinevezte rapidói címzetes püspökké és székesfehérvári segédpüspökké Kisberk Imre segítségére. Április 30-án szentelték püspökké Esztergomban. 1979–1982 között a Székesfehérvár–vasútvidéki egyházközség plébánosa volt, majd 1982. április 5-én átvette az egyházmegye kormányzását megyés püspökként.
Püspökként is lelkipásztor maradt. Békeszerető, közkedvelt egyéniségnek bizonyult papi körökben és hívei között egyaránt. Maga is karitatív személyiség volt, 1979-től a római katolikus Egyházi Szeretetszolgálat püspök-főigazgatójaként pedig az egyházi szeretetotthonok lehetőségeit igyekezett szélesíteni. 1982-től az Országos Liturgikus Tanács elnökeként a II. vatikáni zsinat rendelkezései nyomán megindult történelmi jelentőségű liturgikus reformokban, az Országos Magyar Cecília Társulat elnökeként a zenei hagyományőrzésben jeleskedett.
1991. szeptember 30-án nyugállományba vonult. Halála után a székesegyház kriptájában helyezték nyugalomra.